# Corona 102
Corona 102 – amerykański satelita rozpoznawczy przeznaczony do wykonywania zdjęć powierzchni Ziemi. Dwudziesty szósty statek serii KeyHole-4A tajnego programu CORONA. Kapsuły powrotne odzyskano w locie nad Pacyfikiem 2 (1026-1) i 7 (1026-2) listopada 1965 roku. Misja była podzielona na dwa pięciodniowe okresy, podczas których wykonywano zdjęcia wybranych obszarów.

## Przebieg lotu
Jakość wykonanych zdjęć była nieco gorsza niż osiągnięta w dwóch wcześniejszych misjach. Było to spowodowane gorszym oświetleniem celów na półkuli północnej a także dużym zachmurzeniem, które dla niektórych celów sięgało poziomu 70 procent. Średnie zachmurzenie fotografowanych celów dla całej misji wynosiło 50 procent. Pomimo niesprzyjających warunków, na wykonanych zdjęciach udało się zidentyfikować nowe obiekty związane z programami zbrojeniowymi prowadzonymi na terenie ZSRR. Wśród tych obiektów było m.in. sześć nowych stanowisk startowych, potwierdzono istnienie dwóch wcześniej obserwowanych innych stanowisk startowych, znaną z innych zdjęć konstrukcję kratownicową zidentyfikowano jako wieżę wiertniczą, na stanowisku testowym odkryto nowy krater, zidentyfikowano także nowy tor kolejowy i nowy budynek przykryty kulistą kopułą. Poza obiektami na terenie ZSRR podczas misji wykonano zdjęcia m.in. rejonów położonych na terenie Chin i Indonezji. Satelita fotografował także obiekty na terenie Polski.
Satelita spłonął w atmosferze 17 listopada 1965 roku.